# 堀田みず希
堀田 みず希（ほりた みずき、2008年 - ）は、富山県高岡市出身の格闘技マルチアスリート。空手、レスリング、柔道、ボクシング、相撲の5種目の格闘技を同時に習得し、幼少期より「５刀流」の異名を持つ。幼少期より武道・格技にて数々の大会で優秀な成績を収めてきた。
日本の女子空手家、女子レスリング選手、女子柔道家、女子アマチュアボクシング選手、女子相撲選手。
- 【空手/二段】千山道場・千山道場スポーツ少年団、千山道場提携まなぶん空手道教室、高岡中央ジュニア空手スポーツ少年団所属。

- 【レスリング】高岡Jr.レスリングクラブ・高岡市立南星中学校・高岡商業高校所属。

- 【ボクシング】千山道場・千山道場スポーツ少年団・高岡ボクシングクラブ・高岡市ボクシング連盟・高岡市立南星中学校・高岡商業高校所属。

- 【柔道/初段】あわら柔道・県営富山武道館柔道、高岡市立南星中学校・高岡商業高校所属。
- 【相撲/初段】高岡市立博労小学校・高岡市立南星中学校・千山道場・高岡商業高校・高岡市相撲連盟・富山県相撲連盟所属。

## 来歴
経歴
- 格闘技との邂逅: 堀田みず希は、直接打撃空手の日本代表でもあった母、空手家・社会教育家の堀田千宴子が代表を務めるNPO社会教育団体 空手道 千山道場にて、2歳半から空手の稽古を始める[2][3][4]。全国的にもまだ珍しかった女性道場主として母・千宴子の千山道場が注目され、堀田は看板娘としてメディアに取り上げられるようになった。
- 幼少期の活躍: 競技デビュー戦は、幼稚園年少時の2012年11月に富山県で開催された極真空手交流大会幼児男女混合の部に出場。年長児や男子にも臆することなく戦い、その片鱗を見せる。幼年年中・年長で北信越王者となり、格闘技競技で頭角を現し始めた。幼稚園年長でレスリング、小学1年生から柔道とボクシングを始め、小学3年生時には相撲競技でも活躍し、5種目の格闘技を習得するに至る。両親は、能力の分散化と他競技の師との出会いで心身の向上を願ったという。[2]
- 小学校時代：5種目すべてで全国大会に出場し、３競技で見事に入賞を果たした。極真空手で全国優勝。レスリングでは全国少年少女大会・選抜・クイーンズで全国優勝し３冠。相撲で全国3位。柔道とボクシングでは全国出場、目覚ましい活躍を見せた。
- コロナ禍での活動: 小学生競技の集大成である6年生時のコロナ禍の活動停止期には、出場権獲得済みの全国大会などを含むすべての大会・競技活動を自粛（小学６年〜中２までは多くの競技活動・県外大会出場自粛）。その間、国立中学を受験する。
- 多様な格闘技経験: 5刀流（空手・レスリング・柔道・ボクシング・相撲）の他には、高岡第一附属幼稚園時代には幼稚園でのサッカーを2年、年長時に市内のラグビークラブにて1年間活動。コロナ禍の小学5年生から中学1年生までグレイシー柔術道場の一般部で3年間稽古する。
- 文武両道: 文武両道を目指し、小中学校活動ではクラス代表・生徒代表・合唱コンクールの指揮者などを務める。富山県下の小学6年生を対象としたトップアスリート発掘事業「未来のアスリート15期生」にも選抜合格。[5]
- 中学時代: 高岡市立南星中学校では陸上部に所属し、大会日程が合う場合は中距離競技や砲丸投げ・リレーに出場し、砲丸投げでは県入賞。その他に学校代表として富山県中学駅伝選手に3年連続選抜出場。中学2年生頃には母の主宰道場で稽古を早々に再開できた打撃系（空手[6]・ボクシング[7]）はコロナ禍の終焉となる頃には全国入賞。組技系（柔道・レスリング・相撲）は稽古再開や活動自体の変更が相次ぎ、中学後半まで稽古目処が立たないまま試合だけ出場する形となったが、ボクシングで全国3連覇[8]。極真空手では2年連続準優勝し、卒業間際にフルコンタクト空手統一大会で全国優勝[9]。相撲で全国3位。レスリングで中3で3大会連続ベスト8（5位）、柔道では全国大会県代表戦決勝で惜敗し全国出場を逃したが、北信越大会で3位入賞となる。
- 特別表彰：スポーツ活動をとおして行政・スポーツ協会・学校より数々の受賞する中で、富山県の発展に著しく寄与し、又は県民の福祉の増進に多大の功労があったものその他広く県民の模範として「富山県功労表彰」を中学生で受賞し公益な取組みとして評価された[10]。
- 中学卒業: 地域を元気にする為にあえて地元に残り、”堀田さん「５刀流」好成績で高岡市南星中を卒業[11]。地元に残り県内公立高校進学後も「５刀流」全競技優勝を目指す”と地元新聞4紙で掲載。
- 高校進学: 地元への貢献を胸に、あえて県内の公立高校へ進学。5刀流全競技優勝を目指す。県立高岡商業高校入学の様子は県域テレビ局全3局で特集が組まれた[12]。入学後、男子上級生1名のレスリング部に所属する[13]。
- 高校生活（１学年）: 堀田みず希選手は、2024年に高校に入学した直後、明治安田生命の「地元アスリート応援プログラム」に富山県で唯一選ばれ、全国企業からサポートを受けることとなり、トップアスリートの仲間入りを果す[14]。 高校1年生の県総体では、柔道で北信越総体大会への出場権を獲得し、レスリングとボクシングでも県予選を突破[15][16]。さらに、北信越総体ではレスリングとボクシングで異種競技の決勝戦を2日連続で戦い、ダブル優勝を達成した[17]。この成果により、全国高校総体への出場権を獲得し、地元紙で第一面トップ記事として紹介された[18][19]。 多忙な中、FNS27時間テレビのグランド・オープニング企画『全国 スゴ技リレー（空手ハイキックでスゴ技）」を富山テレビ代表として披露し、生中継で成功した[20]。  インターハイでは、レスリングでベスト8入りし、5位となり、ボクシングでは3位に入賞[21]するなど、全国的にも珍しい2競技でのW入賞を達成[22]。その翌週、極真空手全日本大会に北信越代表として出場し、高校生女子無差別で3位の成績を収めた[23]。  同年秋には全日本女子相撲選手権大会に一般の部に出場し、社会人・大学・高校女子相撲部員などを相手に全国３位に入賞する。さらに、高校1年の年末には、ボクシングにおいてジュニア日韓合同強化合宿の日本代表に選出され、味の素ナショナルトレーニングセンターで韓国代表選手との練習試合を行い、海外選手との対戦で実力を十分に実感[24]。その翌週には、高校生女子ボクシングのランキング最大評価ポイントとなる、全日本女子ジュニアボクシング選手権大会で前年度王者を破り、初優勝を果たした[25][26][27]。 さらに翌年3月には、富山県の高校生文化外交団の一員に選ばれ、東南アジアのベトナム、マレーシア、シンガポールの3カ国を12日間にわたり訪問[28]。帰国から数日後には、ボクシング全国高校選抜大会にて日本ボクシング連盟推薦選手として出場し、女子ライト級で前年王者を破り優勝。初の海外大会として夏にモンゴルで開催されるアジア大会の出場権を獲得し、高校1年生の締めくくりとしてボクシング競技で高校生2冠を達成した。[29][30][31][32][33]

## 主な戦績(全国大会）

### ＜空手＞フルコンタクト空手[2][6]
2011年3月開始　空手道 千山道場、高岡中央空手道スポーツ少年団・千山道場スポーツ少年団所属
- 2015.6.20 - 極真連合「第20回グランドチャンピオン決定戦 全日本少年少女空手道選手権」（大阪府立体育館）小学１年男女混合【全日本 ベスト８】

- 2015.11.14 - JKJOフルコンタクト委員会「第9回JKJO全日本ジュニア空手道選手権大会」（ 国立代々木第一体育館）小学１年女子の部【全日本 ３位】

- 2016.6.25 - 極真連合「第21回グランドチャンピオン決定戦 全日本少年少女空手道選手権」（大阪府立体育館）小学2年男女混合【全日本 ベスト８・5位】[34]

- 2016.10.23 - IBKO国際武道空手道連盟「第8回全日本空手道選手権大会（旧極真CUP）」（国立代々木第二体育館）小学２年男女混合【全日本 優勝】

- 2016.11.19 - JKJOフルコンタクト委員会「第10回JKJO全日本ジュニア空手道選手権大会」（国立代々木第一体育館）小学2年女子【全日本 ３位】

- 2017.6.24 - 極真連合「第2２回グランドチャンピオン決定戦 全日本少年少女空手道選手権」（大阪府立体育館）小学３年女子　【全日本 準優勝】[3]
- 2017.10.22 - IBKO国際武道空手道連盟「第９回全日本空手道選手権大会（旧極真CUP）」(横浜文化体育館）　小学３年男女混合【全日本 ベスト８・5位】
- 2017.11.18 - JKJOフルコンタクト委員会「第10回JKJO全日本ジュニア空手道選手権大会」（幕張メッセ）　小学３年女子【全日本 ベスト８・5位】

- 2018.2.12 - WKO世界組手連盟JAPAN  「第１回JACジャパンアスリートカップ全日本大会」（大阪府）小学3年生女子【全日本 ３位】
- 2018.6.24 - 極真連合「第2３回グランドチャンピオン決定戦 全日本少年少女空手道選手権」（大阪府立体育館）小学４年女子【全日本 準優勝】[4]
- 2019.6.28 - 極真連合「第2４回グランドチャンピオン決定戦 全日本少年少女空手道選手権」（大阪府立体育館）小学5年女子【全日本 ベスト８・5位】[35]
- 2019.11.4 - JKJOフルコンタクト委員会「第13回JKJO全日本ジュニア空手道選手権大会」（国立代々木第一体育館）小学5年女子【全日本 ベスト８・5位】

- 2022.6.26 - 極真連合「第27回グランドチャンピオン決定戦 全日本少年少女空手道選手権」（大阪府立体育館）中学２年女子 【全日本 準優勝】[6][36]
- 2023.6.25 - 極真連合「第28回グランドチャンピオン決定戦 全日本少年少女空手道選手権」 （大阪府立体育館）中学3年女子 【全日本 準優勝】[37][38]
- 2024.3.10 - JFKO全日本フルコンタクト空手道連盟「第3回全日本青少年フルコンタクト空手道選手権大会」（東京・国立代々木競技場第一体育館）中学3年女子 【全日本 優勝】[9][39]
- 2024.6.23 - 極真連合「第29回グランドチャンピオン決定戦 全日本少年少女空手道選手権」 （大阪府立体育館）高校生女子無差別 【全日本 3位】[40]

### ＜レスリング＞[41]
2014年11月開始　高岡ジュニアレスリングクラブ、南星中学校、高岡商業高校所属
- 2015.7.24~26 - 「第32回全国少年少女レスリング選手権大会」 代々木第一体育館 小学1年生の部 28kg級【全日本 ３位】[42]
- 2016.7.22 ~24 - 「第33回全国少年少女レスリング選手権大会」代々木第一体育館 小学2年生の部 32kg級　【全日本 ベスト８・5位】
- 2017.4.2 - 「ジュニアクイーンズカップレスリング選手権大会」  東京駒沢体育館　小学3・4年生　33kg級　【全日本 ベスト８・5位】
- 2017.7.21~ 23 - 「第34回全国少年少女レスリング選手権大会」　福岡県北九州市　小学3年生女子の部　+33kg級　【全日本 優勝】
- 2018.4.2 - 「ジュニアクイーンズカップレスリング選手権大会」  三重県津市・サオリーナ　小学3・4年生　＋33kg級　【全日本 優勝】
- 2018.7.23 - 「第35回全国少年少女レスリング選手権大会」　舞州アリーナ　小学４年生女子の部　+36kg級　【全日本 準優勝】
- 2019.2.23~24「第23回 全国少年少女レスリング選抜選手権大会」 小学4年女子++36kg(42kg以下)級 【全日本 優勝】[43]
- 2023.4.8「2023ジュニアクイーンズカップレスリング選手権大会」　東京・東京武道館　（U15）Fe58kg級【全日本 ベスト８・5位】
- 2023.6.10~11「2023全国中学生選手権」茨城県水戸市・アダストリアみとアリーナ　Fe58kg級【全日本 ベスト８・5位】
- 2023.11.25~26 ｢2023年全国中学選抜U15選手権｣ 東京・駒沢屋内球技場　Fe58kg級【全日本 ベスト８・5位】
- 2024.8.1-4「令和6年度全国高等学校総合体育大会レスリング競技大会」佐賀県・嬉野市中央体育館　Fe62kg級【全日本 ベスト８・5位】[44]
- 2024.4.12「2024ジュニアクイーンズカップレスリング選手権大会」　東京・東京武道館　（U17）Fe61kg級【全日本 ベスト８・5位】

### ＜柔道＞[45]
2015年７月開始　あわら柔道スポーツ少年団、県営富山武道館柔道、南星中学校、高岡商業高校所属
- 2019.5.26 第16回全国小学生学年別柔道大会富山県大会(全国県代表戦) 5年女子40kg級 【富山県1位】
- 2019.7.19「全国小学生学年別柔道大会2019」5年女子40kg級 【全日本 出場】[46]
- 2021.7.18「第59回富山県中学校柔道選手権大会(全国県代表戦)」女子57kg級 【富山県２位】
- 2023.7.16「第61回富山県中学校柔道選手権大会(全国県代表戦)」女子57kg級 【富山県２位】
- 2023.8.5「第44回北信越中学校総合競技大会」女子57kg級 【北信越３位】[47]

### ＜ボクシング＞[48][49]
2015年７月開始  高岡ボクシングクラブ、南星中学校、千山道場所属、高岡商業高校所属
- 2021.8.21~23「第8回全日本UJボクシング王座決定戦」和歌山県立体育館 女子54kg級 【全日本 優勝】

- 2022.3.24~27「第１回全日本ＵＪフレッシュボクシング大会 兼 全日本UJ 王座決定戦出場権争奪戦」札幌市中央体育館 女子57kg級【全日本 優勝】
- 2022.8.26-28「第９回全日本UJボクシング王座決定戦」アダストリアみとアリーナ 女子57kg級 【全日本 優勝】
- 2023.3.23~26「第２回全日本ＵＪフレッシュボクシング大会 兼 全日本UJ 王座決定戦出場権争奪戦」阿久根市総合体育館 女子57kg級【全日本 優勝】
- 2023.5.20 「2023アジアユース・ジュニア選手権大会 選考会・東アジア大会代表選考会」 神奈川県立スポーツセンター ジュニア女子57kg級【中学生代表出場】
- 2023.8.26~27「第10回全日本UJボクシング王座決定戦」大阪府立門真スポーツセンター 女子57kg級 【全日本 優勝】[50]
- 2024.8.８-13「令和6年度全国高等学校総合体育大会ボクシング競技大会」佐賀県・SAGAアリーナ　ライト級【全日本 ３位】[21][22]
- 2024.12.18-22「第３回全日本女子ジュニアボクシング選手権大会」滋賀県・東近江市能登川アリーナ　ライト級【全日本 優勝】[25][27][26][24]
- 2025.3.25-30「第３６回全国高等学校ボクシング選抜大会 兼 JOCジュニアオリンピックカップボクシング大会」大阪府・泉大津市立総合体育館　ライト級【全日本 優勝】[29][30][32][31][33]

### ＜相撲＞[51]
2017年5月開始　高岡市立博労小学校、南星中学校、高岡市相撲連盟、富山県相撲連盟、高岡商業高校所属
- 2017.8.5  日本女子相撲連盟「第8回全日本女子相撲郡上大会」（岐阜県）小学4年生以下の部 軽量級【全日本 ３位】

- 2017.10.15  日本女子相撲連盟「第20回全日本小学生女子相撲大会」（大阪府）小学4年生以下の部 軽量級　【全日本 ３位】
- 2018.8.5  日本女子相撲連盟「第8回全日本女子相撲郡上大会」（岐阜県）小学4年生以下の部 軽量級【全日本 ベスト８・5位】
- 2019.10.6  日本女子相撲連盟「第22回全日本小学生女子相撲大会」（大阪府）小学5年生 軽量級【全日本 ３位】
- 2022.10.2  日本女子相撲連盟「第19回全日本中学生女子相撲大会」（京都府）中学軽量級　【全日本 ベスト８・5位】
- 2023.10.1  日本女子相撲連盟「第20回全日本中学生女子相撲大会」（京都府）中学軽量級　【全日本 ３位】[52][53]
- 2024.10.13  日本女子相撲連盟「第29回全日本女子相撲選手権大会」（京都府）一般60kg未満級　【全日本 ３位】

## 主な受賞
- 富山県功労表彰 2023.11.1  【富山県】[10]
- 富山県スポーツ（旧：体育）協会表彰 2024.1.25【富山県】
- 富山県教育功労者表彰 2022.11.1【富山県】[54]
- 富山県スポーツ協会 未来のアスリート奨励賞 2024.4.6【富山県】
- 富山県相撲協会表彰【富山県】
- 高岡市功労者表彰【高岡市】
- 高岡市教育委員会教育功労者表彰【高岡市】
- 高岡市学校教育振興会表彰【高岡市】
- 高岡市スポーツ（旧：体育）協会表彰【高岡市】